# Даукоу
Дауко́у (кит. упр. 大武口, пиньинь Dàwǔkǒu) — район городского подчинения городского округа Шицзуйшань Нинся-Хуэйского автономного района (КНР).

## История
При империи Мин эта местность была известна под названием «Давэйкоу» (打硙口). Название «Даукоу» впервые встречается в документе 1863 года, и с той поры названия «Давэйкоу» и «Даукоу» используются вперемешку. Официально название «Даукоу» для этой местности было утверждено в 1943 году.
Исторически эти места входили в состав уезда Пинло. В 1960 году, в связи с началом добычи каменного угля, был основан шахтёрский посёлок Даукоу (大武口镇). В 1961 году была создана коммуна Даукоу (大武口人民公社). В 1963 году эти земли были переданы из состава уезда Пинло под юрисдикцию города Шицзуйшань.
В 1972 году был создан округ Иньбэй (银北地区), и город Шицзуйшань вошёл в его состав. В июне 1973 года посёлок Даукоу был преобразован в район Даукоу, и с августа 1973 года по апрель 1974 года он был напрямую подчинён властям округа, а затем был вновь передан под юрисдикцию города Шицзуйшань. В ноябре 1975 года округ Иньбэй был расформирован, и власти Шицзуйшаня переехали из района Шицзуйшань в район Даукоу, в результате чего район Даукоу стал политическим и экономическим центром Шицзуйшаня. В декабре 1975 года район Даукоу был переименован в район № 1 Шицзуйшаня (石嘴山市一区). В марте 1981 года ему было возвращено название «Даукоу».

## Административное деление
Район делится на 10 уличных комитетов и 1 посёлок.